# SP-73
SP-73 é uma rodovia do estado de São Paulo que faz a ligação entre os municípios de Campinas e Salto, cortando ainda o município de Indaiatuba. O trecho entre os km 0 ao 23, conhecido como Estrada Velha Indaiatuba - Campinas, está sob administração do DER-SP. Entre os km 23 e 41 a administração se dá pelas Prefeituras de Indaiatuba e Salto já que a rodovia é incorporada por vias públicas urbanas destes municípios como o corredor formado pelas avenidas Presidente Vargas e Francisco de Paula Leite, em Indaiatuba.
Recebe as seguintes denominações em seu trajeto:
- Nome:	Lix da Cunha, Rodovia[2];	De - até:	SP-330 (Campinas) - SP-75 (Indaiatuba)
- Em Salto, é chamada de Avenida Nações Unidas.[3]